# Bayencourt
Bayencourt è un comune francese di 85 abitanti situato nel dipartimento della Somme nella regione dell'Alta Francia.

## Società

### Evoluzione demografica
Abitanti censiti